# Ondrej Nepela Memorial de 2016
Ondrej Nepela Memorial de 2016 foi a vigésima quarta edição do Ondrej Nepela Memorial, um evento anual de patinação artística no gelo, e que fez parte do Challenger Series de 2016–17. A competição foi disputada entre os dias 30 de setembro e 2 de outubro, na cidade de Bratislava, Eslováquia.

## Eventos
- Individual masculino
- Individual feminino
- Duplas
- Dança no gelo

## Medalhistas
| Evento                        | Ouro                                         | Prata                                       | Bronze                                         |
| Individual masculino detalhes | Sergei Voronov · Rússia                      | Kevin Reynolds · Canadá                     | Roman Savosin · Rússia                         |
| Individual feminino detalhes  | Maria Sotskova · Rússia                      | Yulia Lipnitskaya · Rússia                  | Mariah Bell · Estados Unidos                   |
| Duplas detalhes               | Evgenia Tarasova · Vladimir Morozov · Rússia | Yuko Kavaguti · Alexander Smirnov · Rússia  | Natalja Zabijako · Alexander Enbert · Rússia   |
| Dança no gelo detalhes        | Ekaterina Bobrova · Dmitri Soloviev · Rússia | Madison Chock · Evan Bates · Estados Unidos | Tiffany Zahorski · Jonathan Guerreiro · Rússia |

## Resultados

### Individual masculino
| Pos.              | Nome                | Nacionalidade    | Pontos | PC         | PL          |
| ----------------- | ------------------- | ---------------- | ------ | ---------- | ----------- |
| Medalha de ouro   | Sergei Voronov      | Rússia           | 237.42 | 80.21 (1)  | 157.21 (1)  |
| Medalha de prata  | Kevin Reynolds      | Canadá           | 227.80 | 75.35 (2)  | 152.45 (3)  |
| Medalha de bronze | Roman Savosin       | Rússia           | 222.37 | 68.10 (5)  | 154.27 (2)  |
| 4                 | Daisuke Murakami    | Japão            | 216.06 | 66.17 (8)  | 149.89 (4)  |
| 5                 | Gordei Gorshkov     | Rússia           | 208.84 | 71.73 (3)  | 137.11 (7)  |
| 6                 | Alexander Johnson   | Estados Unidos   | 208.64 | 71.41 (4)  | 137.23 (6)  |
| 7                 | Stéphane Walker     | Suíça            | 205.18 | 66.63 (6)  | 138.55 (5)  |
| 8                 | Phillip Harris      | Reino Unido      | 189.66 | 66.49 (7)  | 123.17 (8)  |
| 9                 | Igor Reznichenko    | Polônia          | 174.26 | 59.14 (9)  | 115.12 (9)  |
| 10                | Daichi Miyata       | Japão            | 170.65 | 56.68 (13) | 113.97 (10) |
| 11                | Lee Si-Hyeong       | Coreia do Sul    | 153.44 | 52.10 (14) | 101.34 (11) |
| 12                | Anton Karpuk        | Bielorrússia     | 152.71 | 57.21 (12) | 95.50 (13)  |
| 13                | Charlie Parry-Evans | Reino Unido      | 150.68 | 50.20 (15) | 100.48 (12) |
| 14                | Michael Neuman      | Eslováquia       | 149.16 | 57.57 (11) | 91.59 (17)  |
| 15                | Samuel Koppel       | Estônia          | 139.51 | 47.43 (17) | 92.08 (15)  |
| 16                | Jakub Kršňák        | Eslováquia       | 138.45 | 46.29 (18) | 92.16 (14)  |
| 17                | Jan Kurník          | República Tcheca | 136.44 | 44.50 (19) | 91.94 (16)  |
| 18                | Ivo Gatovski        | Bulgária         | 127.40 | 49.71 (16) | 77.69 (19)  |
| 19                | Marco Klepoch       | Eslováquia       | 122.55 | 41.77 (20) | 80.78 (18)  |
| WD                | Lee June-Hyoung     | Coreia do Sul    | —      | 58.26 (10) | — (WD)      |

### Individual feminino
| Pos.              | Nome                      | Nacionalidade    | Pontos | PC         | PL         |
| ----------------- | ------------------------- | ---------------- | ------ | ---------- | ---------- |
| Medalha de ouro   | Maria Sotskova            | Rússia           | 189.96 | 61.58 (2)  | 128.38 (1) |
| Medalha de prata  | Yulia Lipnitskaya         | Rússia           | 165.46 | 63.16 (1)  | 102.30 (5) |
| Medalha de bronze | Mariah Bell               | Estados Unidos   | 161.72 | 56.58 (5)  | 105.14 (4) |
| 4                 | Choi Da-Bin               | Coreia do Sul    | 160.62 | 48.01 (10) | 112.61 (2) |
| 5                 | Nicole Rajičová           | Eslováquia       | 158.82 | 52.62 (6)  | 106.20 (3) |
| 6                 | Alena Leonova             | Rússia           | 151.12 | 56.84 (4)  | 94.28 (7)  |
| 7                 | Byun Ji-Hyun              | Coreia do Sul    | 149.63 | 57.76 (3)  | 91.87 (8)  |
| 8                 | Nathalie Weinzierl        | Alemanha         | 148.23 | 51.15 (8)  | 97.08 (6)  |
| 9                 | Cho Hee-Soo               | Coreia do Sul    | 142.31 | 50.71 (9)  | 91.60 (9)  |
| 10                | Ivett Tóth                | Hungria          | 140.58 | 51.71 (7)  | 88.87 (11) |
| 11                | Michaela Lucie Hanzlíková | República Tcheca | 137.31 | 47.23 (11) | 90.08 (10) |
| 12                | Angelīna Kučvaļska        | Letônia          | 131.51 | 45.87 (13) | 85.64 (12) |
| 13                | Aleksandra Golovkina      | Lituânia         | 128.57 | 45.89 (12) | 82.68 (13) |
| 14                | Micol Cristini            | Itália           | 124.39 | 45.08 (14) | 79.31 (14) |
| 15                | Bronislava Dobiášová      | Eslováquia       | 121.36 | 43.26 (16) | 78.10 (15) |
| 16                | Elžbieta Kropa            | Lituânia         | 121.32 | 43.41 (15) | 77.91 (16) |
| 17                | Anna Khnychenkova         | Ucrânia          | 119.31 | 41.88 (18) | 77.43 (17) |
| 18                | Johanna Allik             | Estônia          | 116.55 | 42.93 (17) | 73.62 (19) |
| 19                | Nina Povey                | Reino Unido      | 116.37 | 41.27 (19) | 75.10 (18) |
| 20                | Elizaveta Yushchenko      | Israel           | 111.80 | 41.00 (20) | 70.80 (21) |
| 21                | Tanja Odermatt            | Suíça            | 111.04 | 39.55 (21) | 71.49 (20) |
| 22                | Natalie Klotz             | Áustria          | 100.23 | 34.15 (24) | 66.08 (22) |
| 23                | Kelsey Wong               | Canadá           | 98.32  | 35.25 (23) | 63.07 (25) |
| 24                | Aneta Janiczková          | República Tcheca | 96.79  | 32.35 (25) | 64.44 (23) |
| 25                | Miroslava Magulová        | Eslováquia       | 92.45  | 28.18 (27) | 64.27 (24) |
| 26                | Daniela Stoeva            | Bulgária         | 83.47  | 29.10 (26) | 54.37 (26) |
| WD                | Eliška Březinová          | República Tcheca | —      | 37.97 (22) | — (WD)     |

### Duplas
| Pos.              | Nome                                | Nacionalidade  | Pontos | DC        | DL         |
| ----------------- | ----------------------------------- | -------------- | ------ | --------- | ---------- |
| Medalha de ouro   | Evgenia Tarasova / Vladimir Morozov | Rússia         | 197.80 | 69.06 (1) | 128.74 (1) |
| Medalha de prata  | Yuko Kavaguti / Alexander Smirnov   | Rússia         | 185.42 | 68.56 (2) | 116.86 (2) |
| Medalha de bronze | Natalja Zabijako / Alexander Enbert | Rússia         | 181.38 | 67.04 (3) | 114.34 (3) |
| 4                 | Haven Denney / Brandon Frazier      | Estados Unidos | 172.82 | 59.66 (4) | 113.16 (4) |
| 5                 | Goda Butkutė / Nikita Ermolaev      | Lituânia       | 145.94 | 50.54 (6) | 95.40 (5)  |
| 6                 | Zoe Wilkinson / Christopher Boyadji | Reino Unido    | 129.30 | 50.94 (5) | 78.36 (6)  |
| 7                 | Kim Su-Yeon / Kim Hyung-Tae         | Coreia do Sul  | 118.00 | 39.70 (7) | 78.30 (7)  |

### Dança no gelo
| Pos.              | Nome                                  | Nacionalidade    | Pontos | DC         | DL         |
| ----------------- | ------------------------------------- | ---------------- | ------ | ---------- | ---------- |
| Medalha de ouro   | Ekaterina Bobrova / Dmitri Soloviev   | Rússia           | 178.84 | 71.04 (2)  | 107.80 (1) |
| Medalha de prata  | Madison Chock / Evan Bates            | Estados Unidos   | 170.92 | 72.72 (1)  | 98.20 (2)  |
| Medalha de bronze | Tiffany Zahorski / Jonathan Guerreiro | Rússia           | 165.64 | 68.04 (3)  | 97.60 (3)  |
| 4                 | Natalia Kaliszek / Maksym Spodyriev   | Polônia          | 146.86 | 60.24 (5)  | 86.62 (5)  |
| 5                 | Kavita Lorenz / Panagiotis Polizoakis | Alemanha         | 146.32 | 62.34 (4)  | 83.98 (6)  |
| 6                 | Cortney Mansour / Michal Češka        | República Tcheca | 143.10 | 56.32 (7)  | 86.78 (4)  |
| 7                 | Anastasia Cannuscio / Colin Mcmanus   | Estados Unidos   | 138.76 | 55.72 (8)  | 83.04 (7)  |
| 8                 | Lucie Myslivečková / Lukáš Csölley    | Eslováquia       | 137.22 | 58.04 (6)  | 79.18 (8)  |
| 9                 | Taylor Tran / Saulius Ambrulevičius   | Lituânia         | 131.34 | 53.18 (9)  | 78.16 (9)  |
| 10                | Justyna Plutowska / Jeremie Flemin    | Polônia          | 124.66 | 48.68 (11) | 75.98 (11) |
| 11                | Olga Jakushina / Andrey Nevskiy       | Letônia          | 124.50 | 48.26 (13) | 76.24 (10) |
| 12                | Mackenzie Bent / Dmitre Razgulajevs   | Canadá           | 121.22 | 48.30 (12) | 72.92 (12) |
| 13                | Shari Koch / Christian Nüchtern       | Alemanha         | 118.10 | 50.92 (10) | 67.18 (13) |
| WD                | Kate Louise Bagnall / Benjamin Allain | França           | —      | — (WD)     |            |

## Quadro de medalhas
| Ordem | País           | Medalha de ouro | Medalha de prata | Medalha de bronze |    | Ordem por total |
| ----- | -------------- | --------------- | ---------------- | ----------------- | -- | --------------- |
| 1     | Rússia         | 4               | 2                | 3                 | 9  | 1               |
| 2     | Estados Unidos |                 | 1                | 1                 | 2  | 2               |
| 3     | Canadá         |                 | 1                |                   | 1  | 3               |
| TOTAL | TOTAL          | 4               | 4                | 4                 | 12 | —               |